# Edelap (empresa)
Edelap (Empresa Distribuidora La Plata Sociedad Anónima) es una empresa privada constituida  el 28 de septiembre de 1992 (Decreto N.º 1795/1992) y comenzó a operar en 1993, que tiene por objeto social la prestación monopólica del servicio de distribución y comercialización de electricidad dentro del Partido de La Plata, capital de la  Provincia de Buenos Aires, La Plata  y los municipios: Berisso, Ensenada, Brandsen, Magdalena y Punta Indio. Edelap, es una de las tres empresas que se crearon con la privatización del patrimonio de la empresa Servicios Eléctricos del Gran Buenos Aires (Segba), siendo las otras dos Edesur y Edenor, según la zona del Gran Buenos Aires que corresponde a cada área concesionada.
Edenor forma parte del grupo empresario Pampa Energía (que controla verticalmente varias empresas claves del sistema eléctrico argentino). La empresa ha sido acusada de integrar un cartel que controla indebidamente el mercado eléctrico argentino.También ha sido denunciada por ocultar información a diferentes organismos estatales y falta de inversiones.En 2023 fue multado por 203 millones de pesos tras  el apagón que afectó a miles de usuarios del Gran La Plata tras la constatación de los incumplimientos en la prestación del servicio de la empresa con afectación masiva a usuarios de las localidades de Gonnet, City Bell, Villa Elisa y Villa Castells y zonas aledañas al área de concesión. 
Posee 355.000 clientes, 1 millón de personas, en un área urbana de 5700 km².
En 2019, debido a un gran apagón de varios días en el servicio eléctrico, Edelap fue denunciada penalmente por la municipalidad de La Plata como autora del delito de estrago.

## Historia
Edelap es una empresa privada constituida en 1992 monopólica encargada del servicio energía eléctrica dentro la ciudad de La Plata, capital de la provincia de Buenos Aires y las localidades cercanas de Berisso, Ensenada, Brandsen, Magdalena y Punta Indio. Edelap, es una de las tres empresas que se crearon con la privatización del patrimonio de la empresa Servicios Eléctricos del Gran Buenos Aires (Segba), siendo las otras dos Edesur y Edenor, según la zona del Gran Buenos Aires. Dicha privatización sería investigador la justicia debido al pago de coimas y ser vendido a precio vil según la fiscalía.Su primer controlante fue el grupo Techint que vendió las acciones a la empresa estadounidense Aes Corp, controlante del 90 por ciento de las acciones, que tras varios escándalos y denuncia por falta de inversiones en los 90 fue denunciada ante la justicia por haber realizado una maniobra financiera que le ocasionó a la privatizada un perjuicio de 55 millones de pesos.A lo largo de los años, Edelap Edelap y por la que fue sancionada por la falta de inversiones, falta de mantenimiento y deficiencias en el servicio, en 2020 fue sancionada con una multa de 150 millones de pesos.La empresa ha sido sancionada y denunciada en múltiples oportunidades por el Organismo de Control de la Energía Eléctrica en la Provincia de Buenos Aires (OCEBA)

## Empresa
Edelap es una empresa privada que presta servicios de distribución y comercialización de electricidad en la región de La Plata, Berisso, Ensenada, Brandsen, Magdalena y Punta Indio. En 2019  el empresario Pagano fue objeto de la atención de la prensa tras denuncias  debido al gran apagón que afectó al área de la ciudad de La Plata, capital de la provincia de Buenos Aires, del que fue responsable la empresa Edelap y por la que fue sancionada con una multa de 150 millones de pesos.A partir de 2016, en un contexto de aplicación de un fuertes aumentos tarifarios, el grupo Pagano fue uno de los principales beneficiados por el aumento de tarifas las cuales han experimentado incrementos significativos en los últimos años. En 2019 Edelap, fue denunciada por defensores de consumidores y concejales a partir del cobro indebido de un recargo por vencimiento en las facturas de alumbrado público entre 1996 y 2004 y el cobro de tasas municipales en las boletas que habían sido derogadas.

Edelap posee un grupo de empresas distribuidoras de electricidad, que incluye a la Empresa Distribuidora de Energía Atlántica Sociedad Anónima (Edea S.A.), la Empresa Distribuidora de Energía Norte Sociedad Anónima (Eden S.A.), y la Empresa Distribuidora de Energía Sur Sociedad Anónima (Edes S.A.) en otras áreas de la provincia de Buenos Aires, consolidando su posición en el mercado energético argentino.En 2019 Pagano fue objeto de la atención de la prensa tras denuncias  debido al gran apagón que afectó al área de la ciudad de La Plata, capital de la provincia de Buenos Aires, del que fue responsable la empresa Edelap y por la que fue sancionada con una multa de 150 millones de pesos.A partir de 2016, en un contexto de aplicación de un fuertes aumentos tarifarios, el grupo Pagano lleva delante una agresiva política de adquisición de empresas de distribución eléctrica.

## Inversiones
Investigadores, organizaciones de consumidores, diversos especialistas, el Ente Regulador y los gobiernos de los territorios en los que actúan, han cuestionado a las empresas eléctricas privatizadas por destinar a la inversión fondos insuficientes para alcanzar los estándares comprometidos en las concesiones. Una investigación realizada por Federico Basualdo, exdirector del Ente Nacional Regulador de la Electricidad (ENRE), concluyó que en el período 2016-2019, las inversiones eléctricas disminuyeron con respecto a 2015, pese a que las cuatro empresas eléctricas más importantes del país (Edesur, Edenor, Edelap y Edea) aumentaron sus tarifas entre un 1600% y un 2100%.